# ClipMania
ClipMania foi um programa de televisão musical produzido e exibido pela Band entre 9 de junho de 2001 e 16 de maio de 2004, originalmente nas noites de sábado. Era apresentado por Sabrina Parlatore, trazendo os 20 videoclipes mais votados pelo público na semana e entrevistas com artistas, sendo inspirado nos moldes do Disk MTV.

## Antecedentes
Em 1999 a Band percebeu a boa repercussão que Sabrina Parlatore tinha com os jovens em seus programas na MTV Brasil e convidou a apresentadora para comandar um quadro de entrevistas com adolescentes que estavam despontando no esporte dentro do Show do Esporte, paralelamente a seus trabalhos na emissora original. Em 7 de julho de 2000 Sabrina deixa integralmente a MTV e assina um contrato mais amplo com a Band, estreando em 22 de outubro no comando do reality show Território Livre, que reunia participantes em um loft disputando provas. Em janeiro de 2001 apresenta o game show de verão Deu Onda. Em 7 de maio de 2001 Sabrina Parlatore passa a apresentar o Superpositivo – antigo Programa H.

## História
No início de 2001 Sabrina apresentou para a Band o projeto de um programa musical que reuniria os principais videoclipes votados pelo público, inspirado no Disk MTV, que ela apresentou por quatro anos na MTV Brasil. O projeto foi aprovado e entrou no ar em 9 de junho, trazendo dos 20 vídeos mais votados pelo público através de telefonemas e da internet, nos quais eles poderiam escolher entre uma lista dos exibidos na última semana ou citarem o nome de outro trabalho não-listado. O programa originalmente ia ao ar das 18h as 19h aos sábados, com reprises nos sabados depois do Cine Privé, porém em 2002 passou a ser exibido no mesmo dia das 20h30 as 22h, visando não competir com a faixa de novelas das demais emissoras.
Focado especialmente nos trabalhos de música pop e rock, o programa foi bem recebido pelo público jovem, gerando uma audiência média 5 pontos – considerado elevado para a emissora – trazendo disputa entre fã-clubes de artistas para melhor posicionar seus ídolos no ranking Entre os artistas que mais se destacaram semanalmente estiveram brasileiros como Sandy & Junior, Rouge, KLB, Kelly Key, Jota Quest, Capital Inicial, Skank e Detonautas, além de internacionais como Britney Spears, Christina Aguilera, Madonna, Mariah Carey, Backstreet Boys, The Calling, Red Hot Chili Peppers e Aerosmith. Em 2002 Sabrina passou a também receber artistas para entrevistas no programa entre os vídeos, além de realizar especiais como temas de filmes, bandas clássicas do rock e boyband/girlbands, onde o público podia votar apenas nos que estivessem dentro da temática.
Apesar de gerar boa repercussão com o público e audiência fidelizada, o programa não rendia comercialmente e, em 13 de dezembro de 2003, o Clipmania deixou os sábados e teve seu horário vendido para o Show da Fé, programa evangélico independente que já ocupava toda faixa noturna da emissora nos dias de semana. O programa passou a ser exibido a partir de então semanalmente as 16h de domingo, o que não repercutiu da mesma forma, tanto pela forte concorrência, quanto pela falta de interesse do público jovem pela faixa de horário – dominada por uma audiência mais velha – tendo sua última exibição em 16 de maio de 2004 e nunca mais voltou à programação da emissora após a grade sofrer uma reformulação.